# راتشيل ياماغاتا
راتشيل ياماغاتا (بالإنجليزية: Rachael Yamagata)‏ هي مغنية ومغنية مؤلفة وملحنة وعازفة بيانو أمريكية، ولدت في 23 سبتمبر 1977 في مقاطعة أرلنغتون في الولايات المتحدة.

## وصلات خارجية
- الموقع الرسمي
- راتشيل ياماغاتا على موقع IMDb (الإنجليزية)
- راتشيل ياماغاتا على موقع ميوزك برينز (الإنجليزية)
- راتشيل ياماغاتا على موقع أول ميوزيك (الإنجليزية)
- راتشيل ياماغاتا على موقع ديسكوغز (الإنجليزية)
- راتشيل ياماغاتا على موقع قاعدة بيانات الفيلم (الإنجليزية)